# Villa rustica de la Miercurea Sibiului (3)
Villa rustica este situată în apropierea localității Miercurea Sibiului din județul Sibiu, la poalele platoului Secașelor, la 2 km nord-vest de extremitatea intravilanului localității și la nord de punctul Secaș. 

## Legături exerne
- Roman castra from Romania (includes villae rusticae) - Google Maps / Earth Arhivat în 5 decembrie 2012, la Archive.is